# August Louis Schmiemann

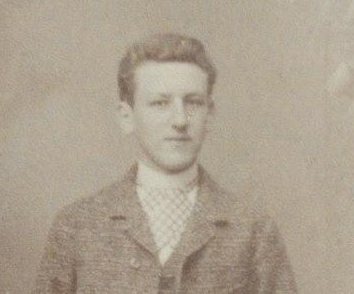
August Louis Schmiemann als junger Mann (um 1885)

August Louis Schmiemann (* 14. September 1869 in Hohenholte bei Münster; † 14. Januar 1918 in Leipzig) war ein deutscher Bildhauer und erstgeborener Sohn des münsteraner Bildhauers August Schmiemann.

## Leben
Um 1895 zog August Louis Schmiemann aus dem Münsterland nach Leipzig und betrieb dort zunächst das Atelier Schrebergäßchen. Mit dem Umzug nach Leipzig-Plagwitz zog er räumlich in die Nähe von Max Klinger, für den er viele Jahre tätig war. Das Gebäude in der Karl-Heine-Straße 19 wurde 1901 als Wohnung und Atelier umgebaut. Er heiratete am 15. März 1901 die aus Eisenach stammende Alma Ehrlich.
Sein jüngerer Bruder Anton Hubert (* 15. März 1883 in Münster; † 20. September 1927 in Leipzig), der ebenso als Bildhauer tätig war, folgte ihm im Jahre 1910 nach Leipzig.
Tragisch endete sein Leben während seines Schaffens. Beim Aufstellen einer steinernen Figur wurde August Louis Schmiemann von ihr erschlagen. Er wurde im schlichten Brettsarg in einem einfachen Reihengrab beerdigt.

## Auswahl seiner Werke
Heinz Knobloch betitelt Schmiemann in seinem „Extrablatt“ von 1996 als „sehr guten Bildhauer“. Neben seiner Tätigkeit für Max Klinger arbeitete er auch für den französischen Bildhauer und Zeichner Auguste Rodin.

### Beethoven-Skulptur (1902)
Die Vorarbeiten an der Beethoven-Skulptur von Max Klinger erledigte der „Abbozator“ (abbozare [ital.] = skizzieren) Schmiemann. Der Marmorblock wurde mit Hilfe eines Punktierungsverfahrens vorgehauen.

### Nietzsche-Büste (1902/1903)
An der Erstellung der Büste von Friedrich Nietzsche war August Louis Schmiemann maßgeblich beteiligt.

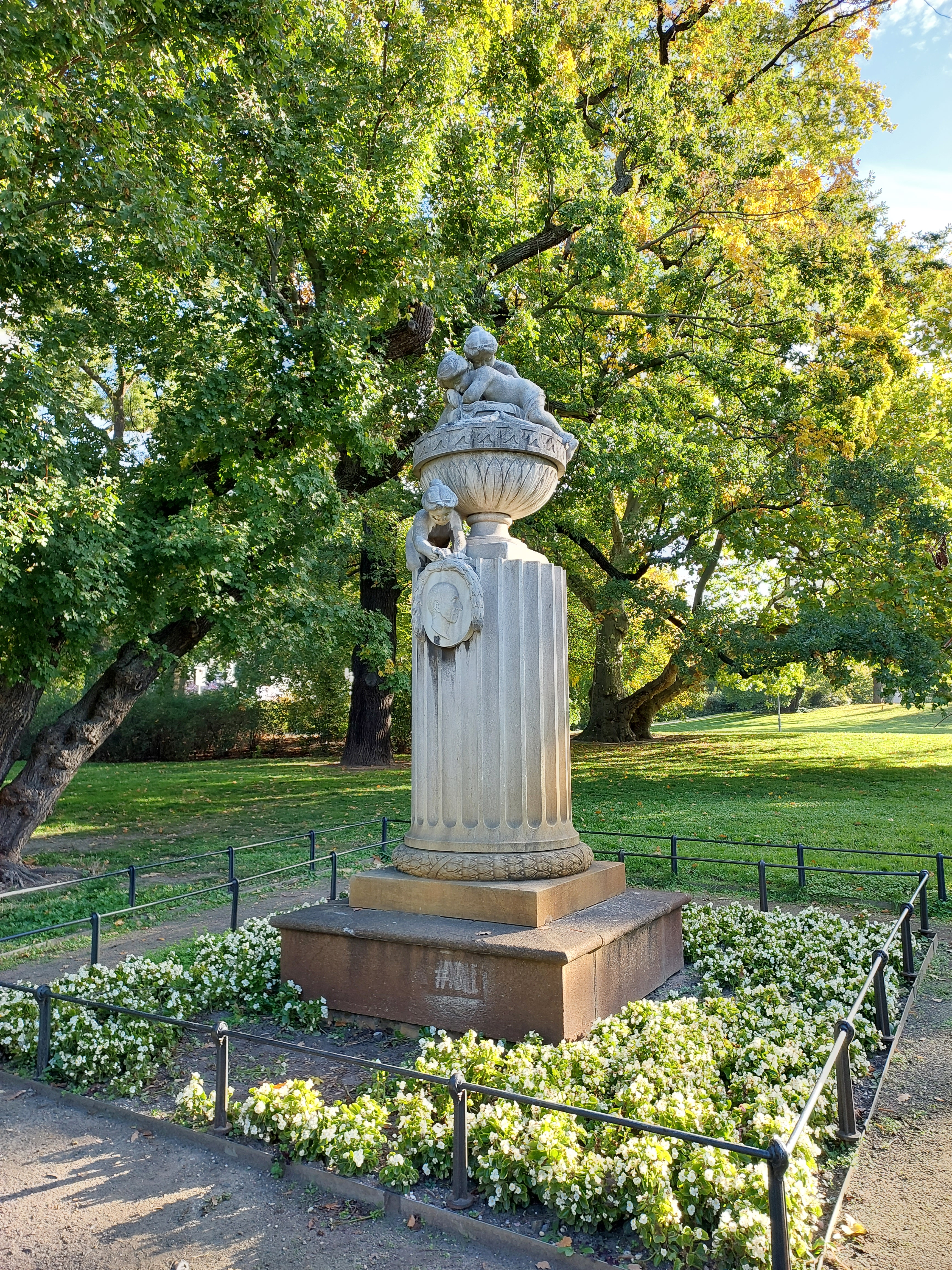
Gellertdenkmal (1909) von August Louis Schmiemann und Carl Laux

### Gellert-Denkmal, Leipzig (1909)
Im Frühjahr 1909 wurde das Gellert-Denkmal (eine Nachbildung des Oeserschen Denkmals) aus Mitteln der „Stiftung für die Stadt Leipzig“ errichtet. Das Denkmal wurde neu modelliert vom Leipziger Bildhauer Max Lange. Die Ausführungen stammen von Bildhauer August Louis Schmiemann und Steinmetzmeister Carl Laux. Es steht heute in den Anlagen an der Schillerstraße.

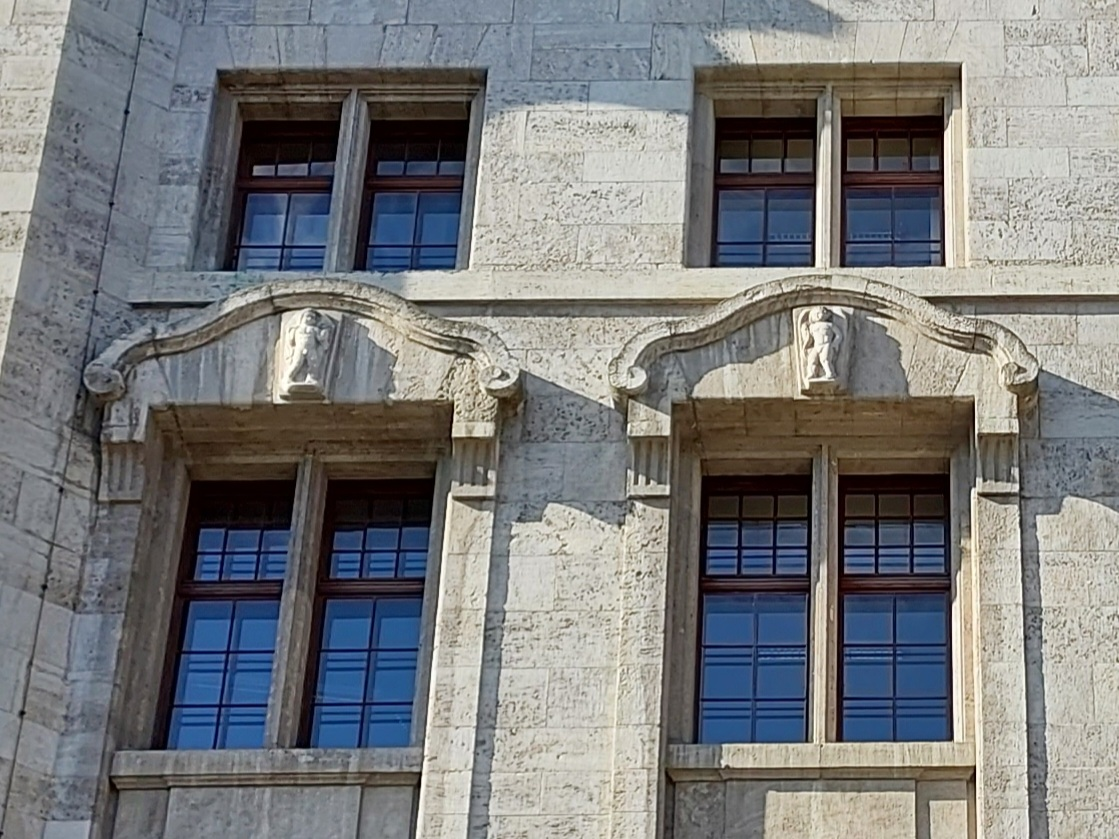
Fenster des Hauptgeschosses des Stadthauses mit Kinder-Reliefs

### Stadthaus, Leipzig (1908–1912)
Drei Jahre nach der Fertigstellung des Neuen Rathauses, begann man im Jahre 1908 mit dem Neubau des Stadthauses am Burgplatz. Die Arbeiten an den Schlusssteinen der Hauptgeschossfenster mit Kinderreliefs stammen von August Louis Schmiemann.

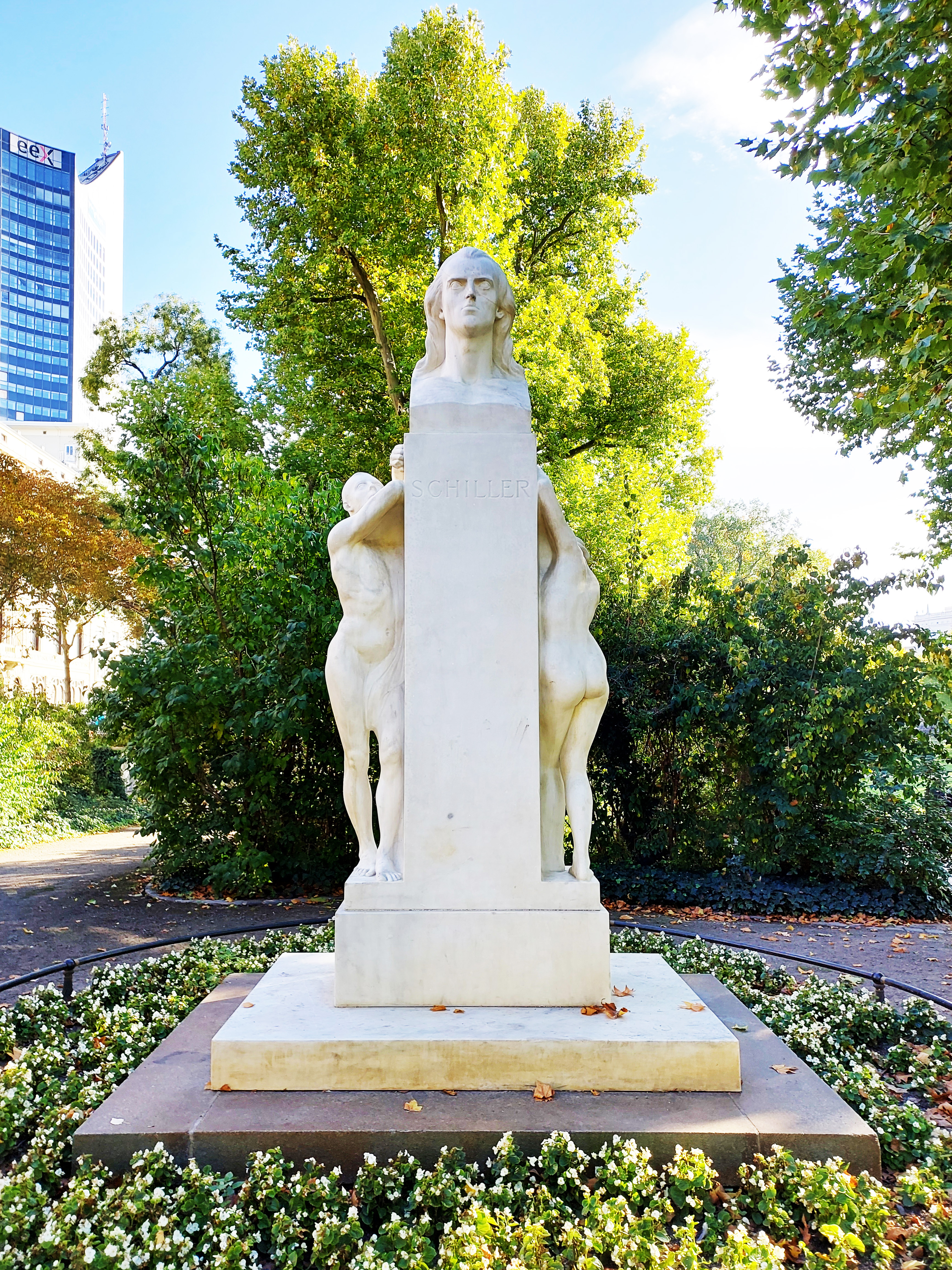
Schillerdenkmal (1914) in der Lenné-Anlage Leipzig

### Schiller-Denkmal, Leipzig (1914)
Aus der Hand Schmiemanns stammt das 1914 nach Entwürfen von Johannes Hartmann geschaffene Schillerdenkmal in Leipzig. Das Schillerdenkmal steht in der Lenné-Anlage, nahe der Schillerstraße in der Innenstadt Leipzigs.

### Grabmalanlage Niederlein (später Fomm), Südfriedhof Leipzig (1914)
In der X. Abteilung des Südfriedhofs befindet sich die Grabmalanlage der Hoteliers Paul Niederlein (1875–1913), für die Schmiemann eine weibliche Marmorskulptur als auch ein Abendmahl-Relief aus Carrara-Marmor schuf. Die Grabstätte wechselte im Juli 1923 auf den Direktor Willy Poenisch und im November 1925 auf den Maschinenfabrikanten Georg Fomm.
Eine identische Grabmalplastik wurde 1915 für die Familie des Dr. med. Karl Hilgemeier, gelegen auf dem Südfriedhof I. Abt. Erbbegräbnis No. 30 geschaffen.